# Eupithecia amplexata
Eupithecia amplexata là một loài bướm đêm trong họ Geometridae.